# مقاطعة مونتروز (كولورادو)
مقاطعة مونتروز (بالإنجليزية: Montrose County)‏ هي إحدى مقاطعات ولاية كولورادو في الولايات المتحدة الأمريكية.